# Жуан Маркіш
Жуан Мігел Вієйра Фрейташ Сілва Маркіш (порт. João Miguel Vieira Freitas Silva Marques; нар. 13 лютого 2002) — португальський футболіст, вінгер клубу «Брага».

## Клубна кар'єра

### «Віторія» (Сетубал)
Вихованець команд клубів «Спортінг», «Баррейренсе» і «Віторія» (Сетубал). 18 жовтня 2020 року дебютував в основному складі «Віторії» в матчі чемпіонату Португалії проти «Монкарапашенсе».

### «Ештуріл»
2022 року підписав контракт з клубом «Ештуріл-Прая». 19 листопада 2022 року дебютував за «Ештуріл» в матчі Кубка португальської ліги проти «Тондели», замінивши Баміделе Юсуфа. 18 лютого 2023 року в поєдинку проти «Пасуш-де-Феррейра» дебютував у Прімейра-лізі. 10 квітня 2023 року продовжив контракт з клубом до літа 2026 року.
22 липня 2023 року в матчі Кубка ліги проти клубу «Пасуш-де-Феррейра» забив свій перший гол у професіональній кар'єрі. 13 серпня 2023 року в поєдинку проти «Ароки» вперше відзначився м'ячем у Прімейра-лізі.

### «Брага»
Влітку 2024 року перейшов у «Брагу», підписавши п'ятирічний контракт. Сума трансферу становила 3,5 млн євро. 25 липня дебютував за «Брагу» в матчі кваліфікації Ліги Європи УЄФА проти «Маккабі» (Петах-Тіква), вийшовши на заміну Брумі.

#### Оренда в «Жил Вісенте»
4 січня 2025 року на правах оренди перейшов у «Жил Вісенте» до кінця сезону. 17 лютого дебютував за нову команду в матчі Прімейра-ліги проти «Фамалікана», вийшовши на заміну Санті Гарсії.

## Кар'єра в збірній
У вересні 2023 року отримав перший виклик до збірної Португалії до 21 року для участі в матчах кваліфікації чемпіонату Європи 2025 проти збірних Андорри та Білорусі. 12 вересня 2023 року в поєдинку з Білорусією дебютував за молодіжну збірну Португалії, відзначившись забитим голом.
В червні 2025 року потрапив в заявку збірної до 21 року на молодіжний чемпіонат Європи в Словаччині.. На турнірі провів три матчі, а його команда дійшла до чвертьфіналу, де поступилась нідерландцям

## Статистика виступів
Станом на 16 травня 2025
| Клуб              | Сезон             | Чемпіонат            | Чемпіонат | Чемпіонат | Кубок | Кубок | Кубок ліги | Кубок ліги | Єврокубки | Єврокубки | Інші  | Інші | Всього | Всього |
| Клуб              | Сезон             | Дивізіон             | Матчі     | Голи      | Матчі | Голи  | Матчі      | Голи       | Матчі     | Голи      | Матчі | Голи | Матчі  | Голи   |
| ----------------- | ----------------- | -------------------- | --------- | --------- | ----- | ----- | ---------- | ---------- | --------- | --------- | ----- | ---- | ------ | ------ |
| Віторія (Сетубал) | 2020–21           | Чемпіонат Португалії | 21        | 0         | 0     | 0     | —          | —          | —         | —         | —     | —    | 21     | 0      |
| Ештуріл-Прая      | 2022–23           | Прімейра-ліга        | 11        | 0         | 0     | 0     | 3          | 0          | —         | —         | —     | —    | 14     | 0      |
| Ештуріл-Прая      | 2023–24           | Прімейра-ліга        | 32        | 5         | 3     | 0     | 6          | 1          | —         | —         | —     | —    | 41     | 6      |
| Ештуріл-Прая      | Всього            | Всього               | 43        | 5         | 3     | 0     | 9          | 1          | 0         | 0         | 0     | 0    | 55     | 6      |
| Брага             | 2024–25           | Прімейра-ліга        | 3         | 0         | 0     | 0     | 2          | 0          | 3         | 0         | —     | —    | 6      | 0      |
| → Жил Вісенте     | 2024–25           | Прімейра-ліга        | 11        | 0         | 1     | 0     | 0          | 0          | —         | —         | —     | —    | 12     | 0      |
| Всього за кар'єру | Всього за кар'єру | Всього за кар'єру    | 78        | 5         | 4     | 0     | 11         | 1          | 3         | 0         | 0     | 0    | 94     | 6      |

1. ↑  Матчі в Лізі Європи УЄФА